# Chiusdino
Chiusdino is een gemeente in de Italiaanse provincie Siena (regio Toscane) en telt 1944 inwoners (31-12-2004). De oppervlakte bedraagt 142,1 km², de bevolkingsdichtheid is 14 inwoners per km².
De volgende frazioni maken deel uit van de gemeente: Ciciano, Montalcinello, Frassini, Palazzetto, Frosini.

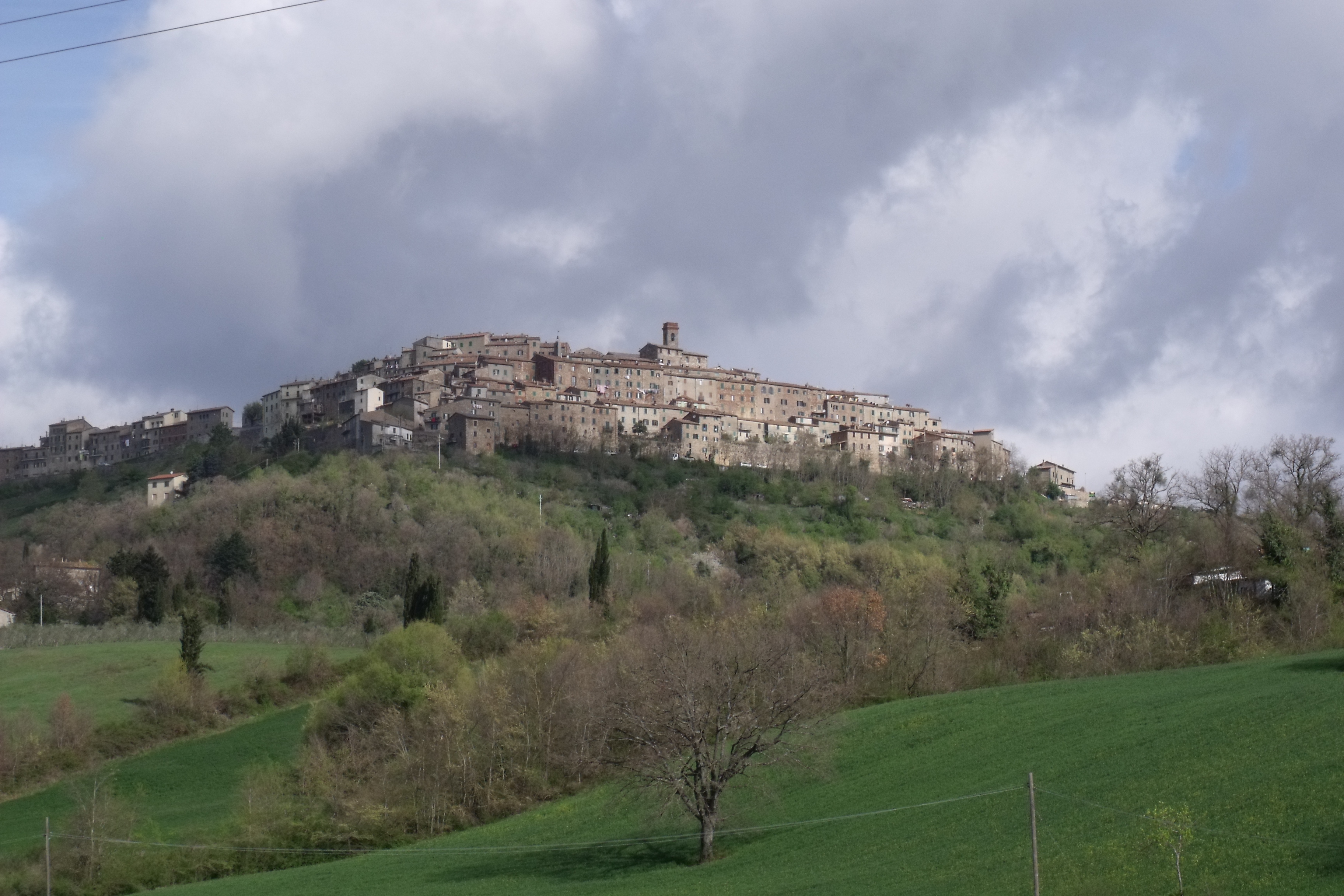
Chiusdino
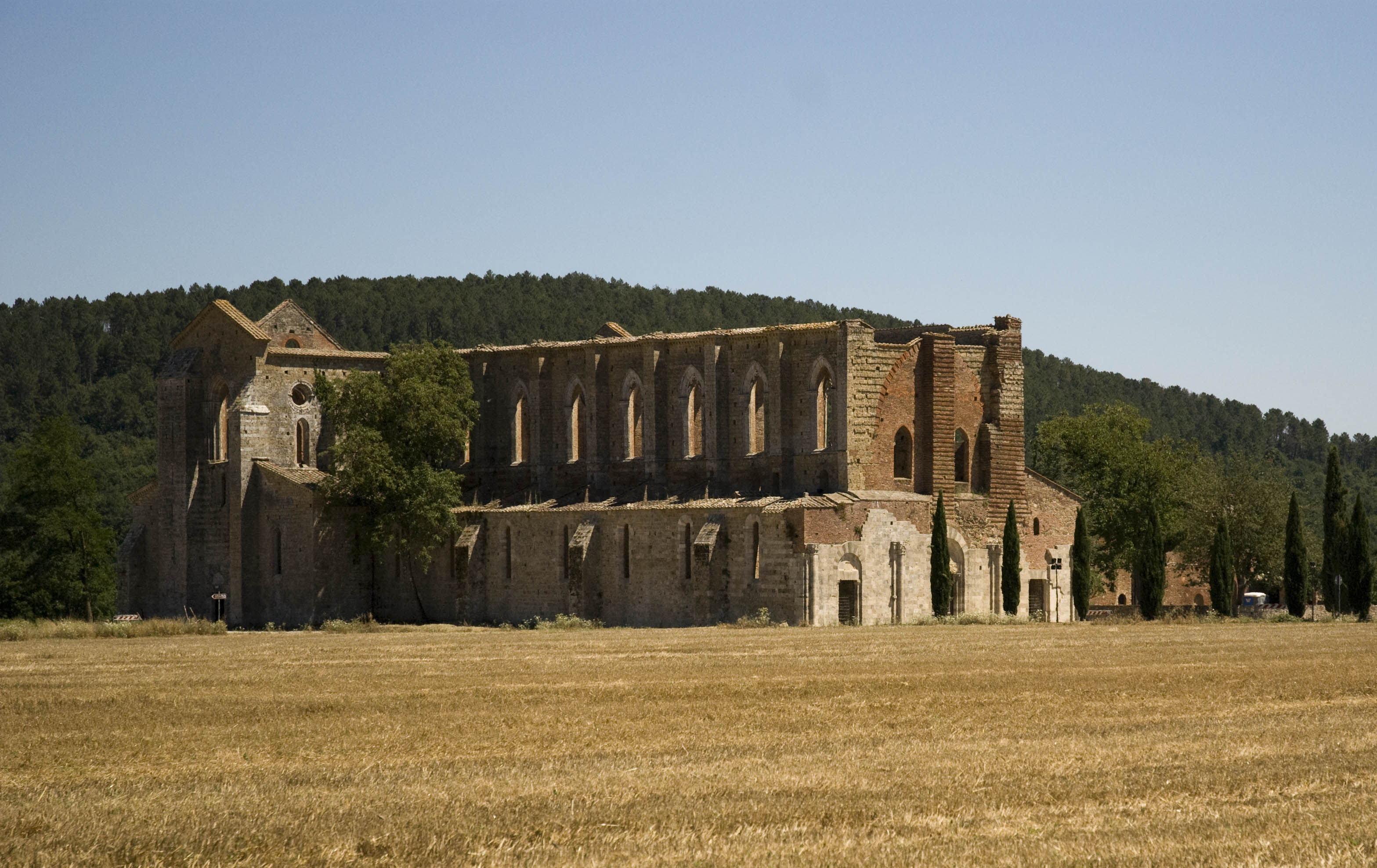
Ruïne van het klooster San Galgano
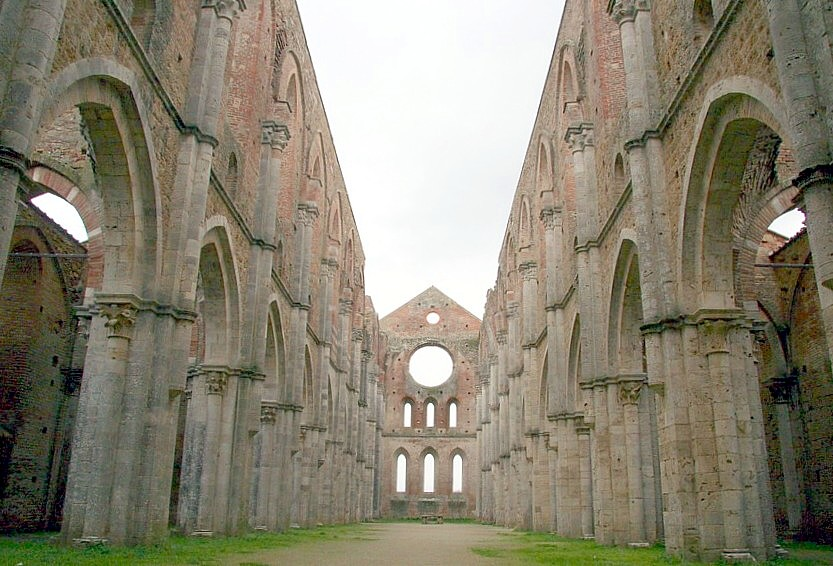
Ruïne van het klooster San Galgano

## Demografie
Chiusdino telt ongeveer 966 huishoudens. Het aantal inwoners daalde in de periode 1991-2001 met 0,2% volgens cijfers uit de tienjaarlijkse volkstellingen van ISTAT.
| Jaar | Inwoneraantal |
| ---- | ------------- |
| 1991 | 1922          |
| 2001 | 1918          |

## Geografie
De gemeente ligt op ongeveer 564 m boven zeeniveau.
Chiusdino grenst aan de volgende gemeenten: Casole d'Elsa, Monticiano, Montieri (GR), Radicondoli, Roccastrada (GR), Sovicille.
Abbadia San Salvatore · Asciano · Buonconvento · Casole d'Elsa · Castellina in Chianti · Castelnuovo Berardenga · Castiglione d'Orcia · Cetona · Chianciano Terme · Chiusdino · Chiusi · Colle di Val d'Elsa · Gaiole in Chianti · Montalcino · Montepulciano · Monteriggioni · Monteroni d'Arbia · Monticiano · Murlo · Piancastagnaio · Pienza · Poggibonsi · Radda in Chianti · Radicofani · Radicondoli · Rapolano Terme · San Casciano dei Bagni · San Gimignano · San Giovanni d'Asso · San Quirico d'Orcia · Sarteano · Siena · Sinalunga · Sovicille · Torrita di Siena · Trequanda
1. ↑  https://demo.istat.it/?l=it.